# Línea Hanzōmon
La  Línea Hanzōmon (東京地下鉄半蔵門線 Tōkyō Chikatetsu Hanzōmon-sen?) es una línea del metro de Tokio, Japón, administrado por el Metro de Tokio. Su color en mapas y señalización es el púrpura. Las estaciones de la Línea Hanzomon llevan la letra "Z" seguida de un número. Su número de planificación de línea es el 11.
Cubre una distancia de 16,8 kilómetros, sirviendo a los distritos de Shibuya, Minato, Chiyoda, Chuo, Koto y Sumida. Interopera con los trenes Tokyu Den-en Toshi-Line desde la estación de Shibuya y con la línea Tobu Isesaki de la estación Oshiage. A través del servicio de trenes entre Tokyu Chuo-Rinkan y Tobu Minami-Kurihashi, recorre una distancia total de 98,5 km en un solo viaje.
La línea Hanzomon hace intercambios con el resto de Tokio y las líneas Toei, con excepción de la línea Hibiya, pero se puede transferir a esta desde la línea Tobu Isesaki a través de la estación de Kita-Senju. Intercambia con la línea Ginza en cuatro estaciones.
La línea lleva el nombre de la puerta oeste del Palacio Imperial (Hanzomon), que a su vez lleva el nombre del Maestro Ninjutsu Hattori Hanzō.

## Historia
La Línea Hanzomon fue planificada en 1971, junto con las Líneas Chiyoda y Yurakucho, como un alivio de la línea Ginza, muy saturada. Su ruta inicial era de Futako Tamagawa, situado en la línea Tokyu Den-en Toshi a una nueva estación en el distrito de Koto Fukagawa Ward. En 1985, un segundo proyecto de plan del Ministerio de Transporte trasladó el final a la terminal de Matsudo, en la Prefectura de Chiba. Durante la etapa de planificación, era conocida como Línea 11.
La construcción comenzó en 1972 y la mayor parte de la línea se esperaba abrir en 1975. Sin embargo, la crisis económica que atravesó Japón redujo los fondos para la Teito Autoridad de Tránsito Rápido, lo que retrasó considerablemente la construcción de nuevas líneas. El 1 de agosto de 1978 abrió la primera sección de la Línea Hanzomon de Shibuya a Aoyama-itchōme, dando servicio a través de la línea Den-en Toshi.
La línea se extendió a Nagatacho en septiembre de 1979, sin mayores incidentes. Sin embargo, la próxima ampliación planteó problemas políticos, ya que según el plan original había ejecutar la línea directamente en el Palacio Imperial de Otemachi. ATRC decidió desviar la ruta de todo el lado norte del Palacio Imperial, lo que requería la construcción de tres nuevas estaciones. 
Desde entonces, se han producido nuevas extensiones a Suitengu-mae (noviembre de 1990) y finalmente Oshiage (19 de marzo de 2003). El Ministerio de Transporte estimó en 2000 que la línea llegaría a Matsudo en 2015.

## Estaciones
| Código | Estación           | Japonés    | Longitud (km)    | Longitud (km) | Transferencias | Ubicación |
| Código | Estación           | Japonés    | Entre estaciones | Total         | Transferencias | Ubicación |
| ------ | ------------------ | ---------- | ---------------- | ------------- | --- | --------- |
| Z-01   | Shibuya            | 渋谷       | -                | 0,0           | - Línea Tōkyū Den-en-toshi (servicio recíproco a Nagatsuta y Chūō-Rinkan) - Línea Tōkyū Tōyoko - Línea Fukutoshin (F-16) - Línea Ginza (G-01) - Línea Yamanote - Línea Saikyō - Línea Shōnan-Shinjuku - Línea Inokashira | Shibuya   |
| Z-02   | Omotesandō         | 表参道     | 1,3              | 1,3           | - Línea Chiyoda (C-04) - Línea Ginza (G-02) | Minato    |
| Z-03   | Aoyama-Itchōme     | 青山一丁目 | 1,4              | 2,7           | - Línea Ginza (G-04) - Línea Toei Ōedo (E-24) | Minato    |
| Z-04   | Nagatachō          | 永田町     | 1,4              | 4,1           | - Línea Yūrakuchō (Y-16) - Línea Namboku (N-07) - Línea Marunouchi (Akasaka-Mitsuke: M-13) - Línea Ginza (Akasaka-mitsuke: G-05)                                                                                         | Chiyoda   |
| Z-05   | Hanzōmon           | 半蔵門     | 1,0              | 5,1           | | Chiyoda   |
| Z-06   | Kudanshita         | 九段下     | 1,6              | 6,7           | - Línea Tōzai (T-07) - Línea Toei Shinjuku (S-05) | Chiyoda   |
| Z-07   | Jimbōchō           | 神保町     | 0,4              | 7,1           | - Línea Toei Mita (I-10) - Línea Toei Shinjuku (S-06) | Chiyoda   |
| Z-08   | Ōtemachi           | 大手町     | 1,7              | 8,8           | - Línea Marunouchi (M-18) - Línea Chiyoda (C-11) - Línea Tōzai (T-09) - Línea Toei Mita (I-09) | Chiyoda   |
| Z-09   | Mitsukoshimae      | 三越前     | 0,7              | 9,5           | - Línea Ginza (G-12) - Línea Sōbu (Rápida) (Shin-Nihombashi) | Chūō      |
| Z-10   | Suitengumae        | 水天宮前   | 1,3              | 10,8          | - Línea Hibiya (Ningyōchō: H-13) - Línea Toei Asakusa (Ningyōchō: A-14) | Chūō      |
| Z-11   | Kiyosumi-Shirakawa | 清澄白河   | 1,7              | 12,5          | Línea Toei Ōedo (E-14) | Kōtō      |
| Z-12   | Sumiyoshi          | 住吉       | 1,9              | 14,4          | Línea Toei Shinjuku (S-13) | Kōtō      |
| Z-13   | Kinshichō          | 錦糸町     | 1,0              | 15,4          | - Línea Sōbu (Rápida) - Línea Chūō-Sōbu | Sumida    |
| Z-14   | Oshiage            | 押上       | 1,4              | 16,8          | - Línea Tōbu Skytree (servicio recíproco a Tōbu-Dōbutsu-Kōen) - Línea Toei Asakusa (A-20) - Línea Keisei Oshiage | Sumida    |

1. ↑  No hay una transferencia directa entre las líneas Hanzōmon y Ginza en Shibuya; una transferencia directa entre estas líneas es disponible en la estación Omotesandō.